# علیرضا علویان
علیرضا علویان (۲۶ آذر ۱۳۵۸ تهران) صداگذار، طراح و ترکیب‌گر صدا و بازیگر سینمای ایران است.

## زندگی‌نامه
علیرضا (۲۶ آذر ۱۳۵۸ تهران) در تهران زاده شد. صداگذاری را از سال ۱۳۸۰ با دستیاری صداگذاری درسینما آغاز کرد و در سال ۱۳۸۳ با صداگذاری فیلم سینمای سالاد فصل اثر فریدون جیرانی به‌طور مستقل وارد سینمای حرفه‌ای شد و با کارگردانان مطرح سه نسل از سینمای ایران همکاری داشته‌است. علویان اولین جایزه بین‌المللی صدای سینمای ایران را برای صداگذاری فیلم کوتاه آن سوی بن‌بست از جشنواره فیلم‌های کوتاه کالیفرنیا از ان خود کرده‌است.

## افتخارات

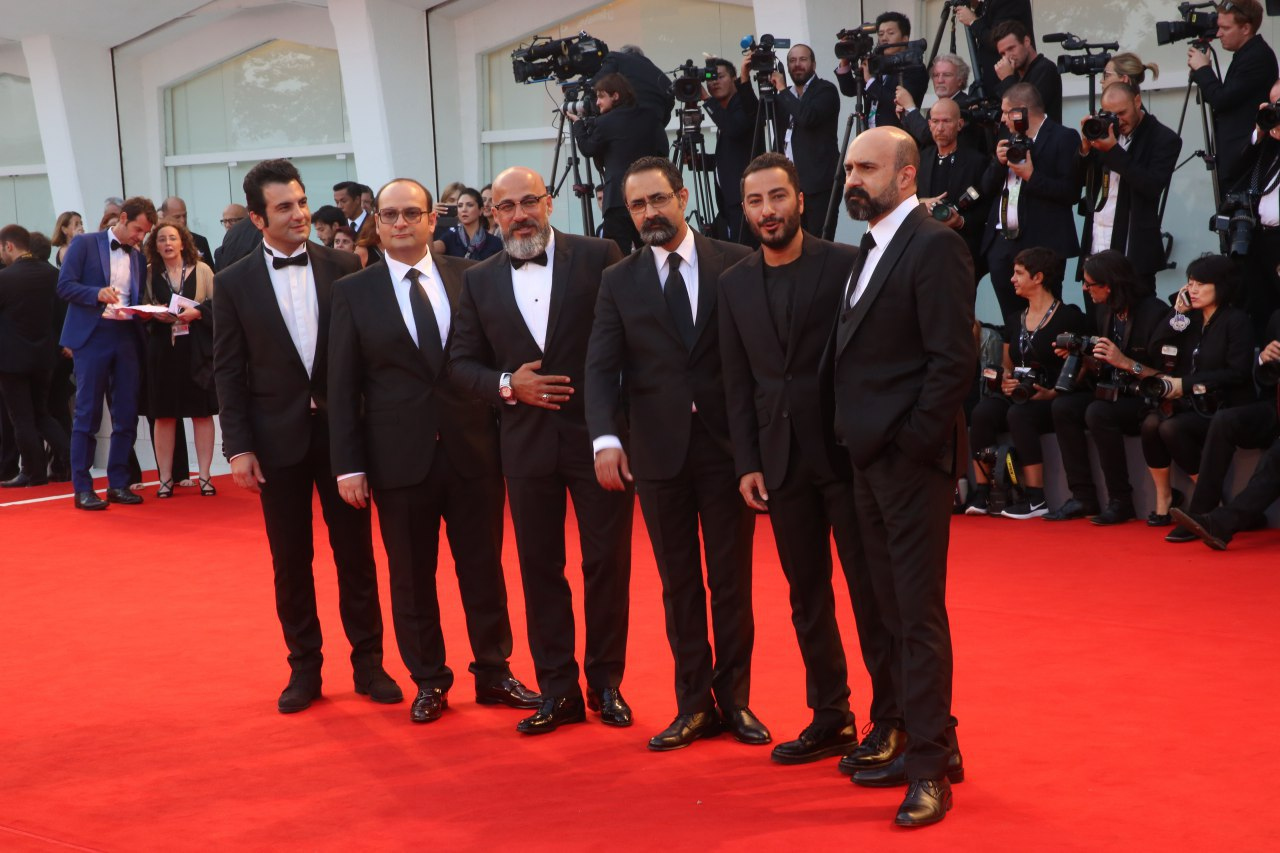
علیرضا علویان، امیر آقایی، وحید جلیلوند، نوید محمدزاده و علی جلیلوند – ۷۴امین جشنواره ونیز، ۲۰۱۸

### جوایز
- سیمرغ بلورین بهترین صداگذاری فیلم آناهیتا از جشنواره فیلم فجر ۱۳۸۸[۱]
- جایزه بین‌المللی صدا برای صداگذاری فیلم کوتاه آن سوی بن‌بست از جشنواره فیلم‌های کوتاه کالیفرنیا[۴]
- جایزه یاس زرین بهترین صدا برای برای فیلم ویدئویی سه ماهی[۵]
- جایزه بهترین صداگذاری برای قصه‌ها و واقعیتها از جشنواره جام جم[۶]
- جایزه بهترین مهندسی صدا از هشتمین جشن منتقدان برای فیلم چ در ۱۳۹۲[۷]
- سیمرغ بلورین بهترین صداگذاری برای فیلم چ از سی و دومین دوره جشنواره فیلم فجر ۱۳۹۲[۲]
- جایزه بهترین صداگذاری از جشنواره پویا نمایی برای فیلم کوتاه آنها زنده‌اند در سال۱۳۹۲[۸]
- سیمرغ بلورین بهترین صداگذاری برای فیلم بدون تاریخ بدون امضا در سی و پنجمین دوره جشنواره فیلم فجر۱۳۹۵
- سیمرغ بلورین بهترین صداگذاری برای فیلم‌ به وقت شام در سی و ششمین دوره جشنواره فیلم فجر ۱۳۹۶
- سیمرغ بلورین بهترین صداگذاری برای فیلم‌ مغزهای کوچک زنگ زده در سی و ششمین دوره جشنواره فیلم فجر ۱۳۹۶
- بهترین مهندسی صدا ۱۲مین دوره انجمن منتقدان و نویسندگان سینمای ایران برای فیلم به وقت شام
- بهترین مهندسی صدا ۹مین دوره انجمن منتقدان و نویسندگان سینمای ایران برای فیلم من دیه‌گو مارادونا هستم
- بهترین مهندسی صدا ۸مین دوره انجمن منتقدان و نویسندگان سینمای ایران برای فیلم چ
- سیمرغ بلورین بهترین صداگذاری فیلم علف‌زار از جشنواره فیلم فجر ۱۴۰۰
- سیمرغ بلورین بهترین صداگذاری فیلم بدون قرار قبلی از جشنواره فیلم فجر ۱۴۰۰

### کاندیدا
- کاندیدای بهترین صداگذاری از دوازدهمین دوره جشن خانه سینما برای فیلم صد سال به این سال‌ها در سال ۱۳۸۷
- کاندیدای بهترین صداگذاری از جشنواره فیلم فجر برای فیلم بیداری رؤیاها
- کاندیدای بهترین صداگذاری از شانزدهمین جشن خانه سینما برای مستند جایی برای زندگی[۹]
- کاندیدای بهترین صداگذاری از جشن خانه سینما برای مستند عادت می‌کنی
- کاندیدای بهترین صداگذاری از سی و سومین دوره جشنواره فیلم فجر برای فیلم من دیگو مارادونا هستم در سال ۱۳۹۴
- کاندیدای بهترین صداگذاری از سیزدهمین دوره جشنواره سینما حقیقت برای فیلم خسوف در سال ۱۳۹۸[۱۰]
- کاندیدای بهترین صداگذاری از جشنواره فیلم فجر برای فیلم پوست ۱۳۹۸
- کاندیدای بهترین صداگذاری از جشنواره فیلم فجر برای فیلم بی‌همه چیز ۱۳۹۹
- کاندیدای بهترین طراحی صدا در جشنواره اسکیپ تون هوس برای فیلم بعد از تو در سال ۱۴۰۰[۱۱]

## فیلم‌شناسی

### سینمایی

#### دهه ۸۰
| - ۱۳۸۱: کفش‌های جیرجیرک دار - ۱۳۸۱: دختری در قفس (دستیار تدوین) - ۱۳۸۲: من بن لادن نیستم - ۱۳۸۳: اسپاگتی در هشت دقیقه - ۱۳۸۳: سالاد فصل - ۱۳۸۳: شوریده - ۱۳۸۴: خانه روشن - ۱۳۸۵: حس پنهان - ۱۳۸۵: دستهای خالی - ۱۳۸۵: سرگیجه - ۱۳۸۵: سنتوری | - ۱۳۸۵: گناه من - ۱۳۸۵: کیک آف - ۱۳۸۶: جعبه موسیقی - ۱۳۸۶: در شهر خبری نیست، هست - ۱۳۸۶: ریسمان باز - ۱۳۸۶: صد سال به این سال‌ها - ۱۳۸۷: چاله - ۱۳۸۷: آناهیتا - ۱۳۸۷: اخراجی‌ها ۲ - ۱۳۸۷: امشب شب مهتابه - ۱۳۸۷: تیغ زن | - ۱۳۸۷: حریم - ۱۳۸۷: هفت و پنج دقیقه - ۱۳۸۷: یک اشتباه کوچولو - ۱۳۸۸: بیداری رؤیاها - ۱۳۸۸: فاصله - ۱۳۸۸: نیش زنبور - ۱۳۸۸: یک جیب پر پول - ۱۳۸۹: اخراجی‌ها ۳ - ۱۳۸۹: برف روی شیروانی داغ - ۱۳۸۹: پرتقال خونی - ۱۳۸۹: زبان مادری | - ۱۳۸۹: زنان ونوسی، مردان مریخی - ۱۳۸۹: کنسرت روی آب - ۱۳۸۹: یک، دو، یک - ۱۳۸۹: سه درجه تب - ۱۳۸۹: کوچه ملی - ۱۳۸۹: گلوگاه شیطان - ۱۳۸۹: مرهم - ۱۳۸۹: سوگ - ۱۳۸۹: هر چی خدا بخواد - ۱۳۸۹: از تهران تا لندن |

#### دهه ۹۰
| - ۱۳۹۰: پله آخر - ۱۳۹۰: تجریش ناتمام - ۱۳۹۰: راه بهشت - ۱۳۹۰: شبکه - ۱۳۹۰: کلاس هنرپیشگی - ۱۳۹۰: گیرنده - ۱۳۹۰: مادر پاییزی - ۱۳۹۰: من مادر هستم - ۱۳۹۱: از تهران تا بهشت - ۱۳۹۱: بشارت به یک شهروند هزاره سوم - ۱۳۹۱: دهلیز - ۱۳۹۱: رسوایی - ۱۳۹۱: عقاب صحرا - ۱۳۹۱: قصه عشق پدرم - ۱۳۹۱: گس - ۱۳۹۱: من از سپیده صبح بیزارم - ۱۳۹۱: مهمونی کامی - ۱۳۹۱: هیچ‌کجا هیچ‌کس - ۱۳۹۱: اینجا همه‌چیز خوب است - ۱۳۹۱: ماهی کویر - ۱۳۹۲: ارسال یک آگهی تسلیت برای روزنامه - ۱۳۹۲: امروز - ۱۳۹۲: پنج تا پنج - ۱۳۹۲: چ - ۱۳۹۲: خانوم - ۱۳۹۲: سگ‌های پوشالی - ۱۳۹۲: طبقه هساث - ۱۳۹۲: مردن به وقت شهریور | - ۱۳۹۲: ناخواسته - ۱۳۹۳: استراحت مطلق - ۱۳۹۳: بهمن - ۱۳۹۳: تنها در چند دقیقه سکوت - ۱۳۹۳: روز مبادا - ۱۳۹۳: شهر موش‌ها ۲ - ۱۳۹۳: تگرگ و آفتاب - ۱۳۹۳: چهارشنبه ۱۹ اردیبهشت - ۱۳۹۳: طعم شیرین خیال - ۱۳۹۳: عصر یخبندان - ۱۳۹۳: من دیگو مارادونا هستم - ۱۳۹۳: یحیی سکوت نکرد - ۱۳۹۳: کوچه بی‌نام (بازیگر) - ۱۳۹۴: روباه - ۱۳۹۴: طعم شیرین خیال - ۱۳۹۴: چهارشنبه ۱۹ اردیبهشت - ۱۳۹۴: عصر یخبندان - ۱۳۹۴: شکاف (بازیگر) - ۱۳۹۴: جانان - ۱۳۹۴: آااادت نمی‌کنیم - ۱۳۹۴: ابد و یک روز - ۱۳۹۴: بادیگارد - ۱۳۹۴: بارکد - ۱۳۹۴: پرسه در شهر لاجوردی - ۱۳۹۴: پری دریایی - ۱۳۹۴: جنجال در عروسی - ۱۳۹۴: چهارشنبه - ۱۳۹۴: دلبری | - ۱۳۹۴: روغن مار - ۱۳۹۴: سلام بمبئی - ۱۳۹۴: مالاریا - ۱۳۹۴: من - ۱۳۹۴: نیمه شب اتفاق افتاد - ۱۳۹۵: ارادتمند؛ نازنین بهاره تینا - ۱۳۹۵: انزوا - ۱۳۹۵: ایتالیا ایتالیا - ۱۳۹۵: دوباره زندگی - ۱۳۹۵: بدون تاریخ، بدون امضاء - ۱۳۹۵: بی‌نامی - ۱۳۹۵: خانه کاغذی - ۱۳۹۵: شنل - ۱۳۹۵: کمدی انسانی - ۱۳۹۵: لابی - ۱۳۹۵: لرد - ۱۳۹۵: مادری - ۱۳۹۵: رقص پا - ۱۳۹۶: به وقت شام - ۱۳۹۶: مغزهای کوچک زنگ زده - ۱۳۹۶: آخرین داستان - ۱۳۹۶: ترانه - ۱۳۹۶: چهار راه استانبول - ۱۳۹۶: خانم یایا - ۱۳۹۶: دارکوب - ۱۳۹۶: درخونگاه - ۱۳۹۶: عرق سرد - ۱۳۹۶: هزارپا | - ۱۳۹۶: سه رخ - ۱۳۹۶: فیگور - ۱۳۹۷: آشفتگی - ۱۳۹۷: بنفشه آفریقایی - ۱۳۹۷: بی‌وزنی - ۱۳۹۷: چهار انگشت - ۱۳۹۷: حمال طلا - ۱۳۹۷: خون خدا - ۱۳۹۷: بعد از تو - ۱۳۹۷: تگزاس ۲ - ۱۳۹۷: دینامیت - ۱۳۹۷: دیدن این فیلم جرم است! - ۱۳۹۷: زعفرانیه ۱۴ تیر - ۱۳۹۷: لس آنجلس تهران - ۱۳۹۷: مصائب شیرین ۲ - ۱۳۹۷: لابیرنت - ۱۳۹۸: دختر شیطان - ۱۳۹۷: سرکوب - ۱۳۹۷: مسافرخانه ماه نو - ۱۳۹۸: جهان با من برقص - ۱۳۹۸: ماهی و برکه - ۱۳۹۸: برای من ترانه‌ای عاشقانه بخوان - ۱۳۹۸: مطرب - ۱۳۹۸: پوست - ۱۳۹۸: دوزیست - ۱۳۹۸: پسرکشی - ۱۳۹۸: آتابای |

### سریال
| - ۱۳۸۷: به کجا چنین شتابان - ۱۳۸۹: دارا و ندار - ۱۳۸۹: قلب یخی - ۱۳۹۰: شهر دقیانوس - ۱۳۹۰: بچه‌ها نگاه می‌کنند | - ۱۳۹۰: راه طولانی - ۱۳۹۱: آفتاب خراسان - ۱۳۹۲: آب‌پریا - ۱۳۹۲: دودکش - ۱۳۹۲: اولین انتخاب | - ۱۳۹۲: یادآوری - ۱۳۹۳: معراجی‌ها - ۱۳۹۳: گاهی به پشت سر نگاه کن - ۱۳۹۴: شهرزاد۱ - ۱۳۹۶: شهرزاد ۲ | - ۱۳۹۶: گلشیفته - ۱۳۹۷: نون خ - ۱۳۹۸: از یادها رفته |

### مستند
- ۱۳۸۵: بچه‌های تهران
- ۱۳۸۵: خط تصویری
- ۱۳۸۷: جلفا
- ۱۳۸۷: جادوگر
- ۱۳۸۸: عادت می‌کنیم
- ۱۳۹۳: جایی برای زندگی
- ۱۳۹۴: گوهر خیراندیش
- ۱۳۹۷: خاتمه
- ۱۳۹۷: اسمم پگاه
- ۱۳۹۷: هراس و پرواز
- ۱۳۹۷: زیر صفر مرزی
- ۱۳۹۸: پیک خلوت راز
- ۱۳۹۸: زنانگی

### کوتاه
- آسانسور
- کلاغ
- گره
- به سادگی نوشیدن یک فنجان چای
- آنسوی بن‌بست
- سکوت
- با من برقص
- شبی که زمین ایستاد
- هفتمین روز
- یک آن اشتباه
- جای من رو توی اتاق بنداز
- پانصد مثقال طلا
- دعوت به چای
- خوابگردها
- ایوب
- ملاقات شیشه‌ای
- چندش
- مثل فیصل